# Alton (Nouvelle-Zélande)
Pour les articles homonymes, voir Alton.
 (septembre 2023).
La mise en forme du texte ne suit pas les recommandations de Wikipédia : il faut le « wikifier ».
Les points d'amélioration suivants sont les cas les plus fréquents. Le détail des points à revoir est peut-être précisé sur la page de discussion.
- Les titres sont pré-formatés par le logiciel. Ils ne sont ni en capitales, ni en gras.
- Le texte ne doit pas être écrit en capitales (les noms de famille non plus), ni en gras, ni en italique, ni en « petit »…
- Le gras n'est utilisé que pour surligner le titre de l'article dans l'introduction, une seule fois.
- L'italique est rarement utilisé : mots en langue étrangère, titres d'œuvres, noms de bateaux, etc.
- Les citations ne sont pas en italique mais en corps de texte normal. Elles sont entourées par des guillemets français : « et ».
- Les listes à puces sont à éviter, des paragraphes rédigés étant largement préférés. Les tableaux sont à réserver à la présentation de données structurées (résultats, etc.).
- Les appels de note de bas de page (petits chiffres en exposant, introduits par l'outil «  Source ») sont à placer entre la fin de phrase et le point final[comme ça].
- Les liens internes (vers d'autres articles de Wikipédia) sont à choisir avec parcimonie. Créez des liens vers des articles approfondissant le sujet. Les termes génériques sans rapport avec le sujet sont à éviter, ainsi que les répétitions de liens vers un même terme.
- Les liens externes sont à placer uniquement dans une section « Liens externes », à la fin de l'article. Ces liens sont à choisir avec parcimonie suivant les règles définies. Si un lien sert de source à l'article, son insertion dans le texte est à faire par les notes de bas de page.
- La présentation des références doit suivre les conventions bibliographiques. Il est recommandé d'utiliser les modèles {{Ouvrage}}, {{Chapitre}}, {{Article}}, {{Lien web}} et/ou {{Bibliographie}}. Le mode d'édition visuel peut mettre en forme automatiquement les références.
- Insérer une infobox (cadre d'informations à droite) n'est pas obligatoire pour parachever la mise en page.

Pour une aide détaillée, merci de consulter Aide:Wikification.
Si vous pensez que ces points ont été résolus, vous pouvez retirer ce bandeau et améliorer la mise en forme d'un autre article.
Alton est une petite localité rurale située dans le sud de la région de Taranaki, dans l’ouest de l’île du Nord de la Nouvelle-Zélande.

## Situation
Elle est localisée entre les villes de Hawera et Patea.

## Autres lectures

### Travail Général historique
- Alton School and district jubilee, 1981 : 15th, 16th and 17th May, Alton, N.Z. ; New Plymouth, N.Z., Alton School and District Centennial Committee ; Taranaki Newspapers, 1981

### Histoire de l’activité économique
- Plans pour l’extension à la fois de Alton Dairy Factory et de Alton Cheese Factory (dated 1918)[1],[2] dans New Plymouth[3]. La compagnie laitière commença sa production en 1909, et ferma lors de la fusion avec la coopérative Kiwi Dairies (dans Hawera) en 1984.

### Églises

#### anglicane
- Des plans architecturaux pour la construction d’une église à Alton (datant de 1936) sont situés au niveau de « Puke Ariki » (version du 20 juin 2008 sur Internet Archive) dans New Plymouth[4]

### Écoles
- Alton School and district jubilee, 1981 : 15th, 16th and 17th May, Alton, N.Z. ; New Plymouth, N.Z., Alton School and District Centennial Committee ; Taranaki Newspapers, 1981
- School register index : Manutahi 1880-1985 : Mokoia 1904-1984 : Hurleyville 1892-1985 : Kakaramea 1880-1985, N.p., n.p., n.d.
- Nevil M. Hislop, Alton School : 75th anniversary : souvenir booklet : jubilee, 11th-13th May 1956, Alton, N.Z. ; Hawera, N.Z., Alton School and District Centennial Committee ; Hawera Star, 1956